# Leptoscyphus magellanicus
Leptoscyphus magellanicus är en bladmossart som först beskrevs av Giuseppe Gola, och fick sitt nu gällande namn av Gabriela Gustava Hässel de Menéndez. Leptoscyphus magellanicus ingår i släktet Leptoscyphus och familjen Lophocoleaceae. Inga underarter finns listade i Catalogue of Life.